# Stefan Örnskog
Stefan Bror Karl Örnskog (født 4. april 1969 i Jönköping, Sverige) er en svensk tidligere ishockeyspiller, og olympisk guldvinder med Sveriges landshold.
Örnskog spillede størstedelen af sin karriere hos hockeyliga-klubben HV71 i sin fødeby. Her var han med til at vinde det svenske mesterskab i 1995. Han stoppede sin karriere i 2001, efter at have spillet 12 sæsoner for klubben samt to år i Finland.
Med det svenske landshold vandt Örnskog guld ved OL 1994 i Lillehammer. Derudover blev det til sølv ved VM 1995 på hjemmebane og bronze ved VM 1994 i Italien.

## OL-medaljer
- 1994:  Guld

## VM-medaljer
- 1995:  Sølv
- 1994:  Bronze